# تشارلز دراموند
تشارلز دراموند هو شخصية أعمال كندي، ولد في 1936.